# 목사
목사(牧師, 영어: pastor)는 개신교의 성직자이다. 개신교의 예배(禮拜)와 예전(禮典)을 집행하며 신도의 교육과 지도, 비신도에게 복음을 전해야 할 임무를 갖는다.  담임 목사, 부담임 목사 등의 직함이 있다. 신학대학원의 전문적 신학교육을 이수한 후에 훈련을 거쳐 목사직의 안수를 받는다. 목회자(牧會者)라고도 부른다. 대한민국의 근대사에서 개신교 목사들은 항일운동을 전개하고 지원했으며, 대한민국 임시정부의 근거인 기미 독립선언문 작성자 민족대표 33인(개신교 인사 16명, 천도교 15명, 불교 2명) 중에서 13명이 목사로 감리교 9명, 장로교 4명이다. 목사는 강력한 지도력을 발휘하여 민족의 정신교육을 담당하고, 교회를 통하여 근대화 추진에 끼친 공헌은 지대하였다.

## 유래
서방교회 전통을 지닌 개신교에서 성직자인 목사의 용어는 신약성경에서 유래했다. "목사"라는 명칭은 신약성경 에베소서 4장 11절에서 발견할 수 있다. 신약성경 원문인 헬라어 단어는 "포이멘"(ποιμήν)으로 목자, 양치기이며, 이 단어의 라틴어 번역어인 "파스토르"(pastor)에서 목사를 의미하는 영어 단어 '패스터'(pastor)가 유래했다. 성직자를 칭하는 용어로 흔히 사용되었지만 주로 사용하게 된 시기는 서방교회에서 개혁 찬성 운동(종교개혁 운동)이 대두한 16세기부터이다. 또한 한국어 목사(牧師)는 고대 중국에서 백성을 잘 이끈 뛰어난 관리에게 주어지는 칭호에서 유래해서, 역시 "목자" 또는 "양치기"라는 뜻을 지니고 있었으며, 그 자체로 존칭이다.

### 용어 역사
천년동안 동일한 교회로 유지되던 공교회 즉, 지역별로 콘스탄티노플을 중심으로 하는 로마, 알렉산드리아, 안디옥, 예루살렘 5대 교구의 연합이었던 공교회(보편교회)에서 교회 대분열 시기인 11세기 로마지역 교회가 갈라지게 되었다. 교회 대분열로 분리된 로마지역 교회가 서유럽과 북유럽의 교회를 통합하여 서방교회를 이루며 12세기에 로마교회의 대감독(대주교)을 공교회의 대감독들과 구분하여 교황(교종)이라 칭하였다. 12세기 이후 교황 중심 교도권적 교회체제인 국가 형태의 서방교회로 전환하면서 등장했다. 이후 로마를 중심으로 하는 서방교회에서 400년간 유럽 민족들의 갈등, 정치 권력과의 결탁, 그로 인한 비리와 왜곡이 발생하였다. 이런 비복음적 상황에서 벗어나 순수한 그리스도의 복음을 찾아야 한다는 16세기의 서방교회 개혁 운동인 종교 개혁이 발생했다. 이 영향으로 서방교회 개혁 '찬성파'로 등장한 정통적 복음주의, 개신교의 성직자를 개혁 '반대파'였던 천주교회 사제와 구별해 '목사'로 지칭하게 되었다. 여전히 유럽 언어에서는 목사와 사제를 구별하지 않는 단어들이 사용되어 한국어로 번역할 때 구분해야 한다. 영어로는 '목사'로 구별하는 '패스터'(Pastor) 또는 성직자를 통칭하는 '레버런드'(Reverend)라고 한다.

### 성경의 근거
2세기에서 유래된 초대 공교회(보편교회)에서 직제를 확립하면서 기록한 성서인 디모데전서 3장 1절-13절까지의 본문에서 목사의 의미와 모습이 유래한다고 본다. 본문에서 성직자를 뜻하는 감독, 집사가 목사의 기준이 된다. 성경에서 감독은 한 아내의 남편, 절제와 신중, 술을 절제하고, 다투지 않으며, 자기 가정을 돌보며, 위엄으로 가정을 돌봐야 한다고 가르치고 있다. 집사 또한 신중하고 믿음을 이해하고, 절제하고 성실한 사람이며, 한 아내의 남편이고 가정을 다스리는 사람이어야 한다고 기록되었다.

## 권한과 임무
개신교의 예배와 성례전(세례, 성찬식)을 집례한다. 교회의 전통적 기본 활동인 케리그마(κηρυγμα,선포: 예수의 주 되심을 선언), 레이투르기아(λειτουργια, 예배), 디다케( Διδαχή, 교육), 디아코니아(διακονια, 봉사), 코이노니아(κοινωνια, 친교: 거룩하고 보편된 공동체의 사귐), 흔히 교회 5대 역할인 선포, 예배, 교육(육성), 봉사, 친교의 책임을 맡고 기독교 신앙을 가르치고 지키는 일을 담당한다.

### 목사직의 이해
개신교회는 감독제 이해나 원로제 이해, 회중제 이해 구조의 교단에 따라 목사에 대한 시각은 조금 다르다. 감리교와 같이 감독제 구조, 즉 감독을 중심으로 한 보편교회(공교회)적 직제를 따른 교단에서는 성직안수로 구분되는 목사를 성직으로 인식한다. 루터교와 구세군도 이와 유사하다. 반면 장로교와 같은 원로제 구조에서는 목사를 신도들 중 원로인 장로 중에서 선별된 직분으로 설교와 성례전을 수행하는 장로로 인식한다. 성결교회, 순복음계열 교회에서도 교회를 이끄는 지도자인 장로들 중의 한 명으로 목사를 이해한다. 침례교, 회중교회, 그리스도의 교회와 같은 회중제 구조의 교단에서 목사는 단순히 은사로 교회에서 설교와 성례전을 거행하는 임무를 맡는 교인의 대표인 장로로 선별된 하나의 직분으로 인식하는 경향이 크다.
감독제 구조의 교단 목사 이해는 온건한 만인제사장론에 따라 동일한 성도이며, 성직자격을 지닌 것으로 본다. 공교회의 성직제도인 삼직제가 전도사, 목사, 감독의 직제로 유지된다. 감독제의 성직자격은 사회적인 용어로 표현하면 일종의 목회에 대한 면허로 여긴다고 볼 수 있다. 즉 병원의 의사는 동일한 국민이나 훈련과정을 거치고 특정한 시험을 통해 의사 면허를 받아 의료 행위의 직무에서 다른 국민과 구별되는 것과 유사하다. 원로제와 회중제 구조의 교단 목사는 급진적 만인제사장론에 따라 동일한 성도이며 단지 목회의 임무 자격을 부여 받은 것으로 본다. 즉 한 조직의 구성원이 전문가로서 조직대표로 임명받고 임기를 마치면 특정 자격 없이 원래 조직의 구성원이 되는 것과 유사하다.

### 목사의 임무
모든 교파의 개신교 목사는 보편적 교회의 활동인 케리그마(κηρυγμα, 선포), 레이투르기아(λειτουργια, 예배), 디다케( Διδαχή , 교육), 디아코니아(διακονια, 봉사), 코이노니아(κοινωνια, 친교)를 책임지고 올바르게 수행하고 지도해야 하는 기본적 권한과 의무를 지닌다. 선포를 뜻하는 케리그마에서 설교와 권면으로 올바른 하나님의 말씀을 선포해야 하며, 예전 집례와 참여를 의미하는 레이투르기아에서 예전에 따른 예배와 세례(침례)와 성만찬 집전을 책임지고 수행하며, 올바르게 실천해야 한다. 양육과 훈육의 디다케로서 성도들을 교육하고 훈육하며, 기도를 실천하고 교인을 위해 기도하며, 말씀과 기도를 가르치며 심방해야 한다. 섬김과 봉사인 디아코니아로써 이웃의 필요에 따른 섬김을 실천해야 한다. 교제와 협동의 코이노니아 즉 영적 교제를 통하여 이웃과 교인에게 사명을 나누고 함께 하도록 해야 한다.
목사는 교인들과의 목회적 상담이나 신앙 상담을 비밀로 하지만, 전통적 교회의 목회적 돌봄의 개념으로 이해하며, 계급적 개념의 성례전적 상담 개념으로 이해하지 않는다.

## 목사의 결혼

### 기독교 초기의 성직자 결혼
기독교 초기부터 성직자의 결혼은 당연한 일이었다. 313년 교회 공인 이전에도 성직자들은 결혼을 했으며, 예수의 수제자였던 사도 베드로도 결혼을 했고, 자녀도 있었다. 교부들의 독신도 자발적으로 독신을 교회의 증인들에게 선언하고 실천했을 뿐이며, 강제는 없었다. 많은 교부들은 결혼을 했고 자녀도 있었다. 공교회(보편교회)시기에도 성직자들은 결혼에 제한은 없었으나 점차 감독/주교직을 독신인 수도원의 수도자들이 맡으면서 감독/주교직은 독신자들이 하게 되었다. 현재도 동방정교회의 성직제도에서 사제는 결혼하며, 주교직은 여전히 수도원 독신 선언 수도사들이 맡는다.

### 서방교회의 결혼금지 이유
서방교회는 교황제로 인해 성직자의 결혼을 금지하게 되었다. 11세기 교회 대분열이 일어나며 보편교회에서 서방교회가 분리되면서, 동방교회와 서방교회로 나뉘게 된 이후 서방교회에서 나타난 교황직의 승계 문제를 막기 위해 12세기 라테란 공의회를 통해 성직자의 결혼을 금지하게 되었다. 결혼을 금지했을 뿐, 약혼과 연애에 대해서는 관대한 형태로 지속되었고, 서방교회의 성직자들 대부분은 약혼을 하거나 연인과 지내며 자녀를 낳았고, 교황의 결혼과 밀회도 지속되었다. 16세기까지 성씨를 물려주는 결혼만 금지되었으나 밀회를 하던 교황들은 그나마도 지키지 않았다. 16세기 종교개혁으로 서방교회가 현재의 개신교와 천주교로 분리되자 천주교 측에서 16세기 트리엔트 공의회를 통해 결혼 및 약혼까지도 금지하였다.

### 개신교회 성직자 결혼
개신교는 서방교회 개혁 찬성파였다. 개신교는 서방교회의 종교개혁 시기에 당시 서방교회 제도와 문제의 개혁을 찬성했으며, 그 교회의 제왕적 제도 핵심인 교황제의 심각성을 지적했었다. 서방교회 개혁 찬성파에게 계급적 제왕 제도인 교황제는 폐기되어야 했고, 개혁 찬성파들(개신교)은 기독교 초기 형태인 교구별 지도자들을 중심으로 평등한 연합체 구조를 지닌 교회가 바른 교회라고 보았다. 또한 신학적으로 모든 교회제도의 근거인 신약성경에는 감독과 집사가 한 아내의 남편이어야 하고, 가정을 이뤄야 한다는 말씀이 있으므로 이를 따라야 했다. 개신교 목사는 가정의 부모이며, 성직을 위해 성실히 말씀을 따르며, 가족을 이끌고, 교회를 위해 봉사하는 자이다. 하지만 교회 내에서 교인들 앞에서 독신 선언을 할 경우에는 예외로 한다.
개신교회는 종교개혁 당시 개혁 찬성파로서 '신학적인 측면'과 '생활윤리적인 측면'에서 성직자의 결혼금지를 반대하였다. 신학적으로 서방교회에서 12세기(1139년 라테란 공의회)에서 형성한 교황 제도는 성경 어디에도 찾을 수 없는 제도였으며, 그 교황의 세습을 막기 위해 확정된 결혼금지는 성경에 위배되는 것이었다. 생활윤리적으로 당시 교황들과 사제들이 법률적인 결혼은 하지 않고 약혼녀나 연인과 살며 자녀를 낳고 실제 혼인 생활을 하는 것과 영지를 가진 당시 사제들이 초혼권을 주장하는 것과 서방의 수도원과 수녀원이 윤리적으로 타락하는 것들의 문제를 지적하고 개혁하고자 하였다. 서방교회 개혁 찬성파인 종교개혁가들은 주님이 축복하시는 결혼과 행복한 가정을 이루어 신학적으로 합당하고 윤리적으로 정당한 목사직을 수행하는 것이 더 옳다고 보았다. 개신교회의 발전을 이끈 목사들의 활동 이후 17세기 천주교회의 내부적 변화를 이끌었던 트리엔트 공의회를 통해 교황제를 더욱 강화하고, 사제의 약혼도 금지하도록 하였다.
결혼금지는 신약 고린도전서7장의 오해와 디모데전서의 성직자에 대한 지침의 위배이다. 먼저 신약성경 고린도전서 7장에  독신으로 살 경우 주님께 더 가까이 갈 수 있다는 바울 사도의 기록을 근거했다고 하나 이 7장은 당시 고린도 교회에 있었던 결혼 반대하는 사상에 대한 바울의 견해를 설명하는 부분으로 결혼을 반대하는 것이 아니다. 둘째, 신약성경의 감독과 집사직의 구절인 디모데전서 3장을 보면 2절 "감독(주교)은 책망받을 일이 없으며, 한 아내의 남편이며, 절제하며, 신중하며, 단정하며..."이라 나오고 집사(사제)는 12절 "집사들은 한 아내의 남편이며, 자녀와 자기 가정을 잘 다스리는 사람..."라고 기록되어 라테란 공의회 결정은 성경 가르침을 위배하게 된다. 개신교 성직자 결혼관은 일반 성직자는 결혼할 수 있는 동방 정교회와 비슷하다고 할 수 있다. 하지만 정교회에서도 주교(개신교의 감독)는 독신을 선언한 수도사 중에서 선출되므로, 결혼하지 않는다.

## 목사 안수

### 대한민국 목사 안수 과정
대한민국의 개신교회 대부분에서 목사로 안수받기 위해서는 보통 7년 정도의 전문 교육과 목회 훈련을 포함하여 약 10년이 넘는 기간이 필요하다. 개신교 목사는 4년제 대학교를 졸업한 이후 신학대학원을 졸업하고 안수를 위한 수련 과정을 거쳐야 하기 때문이다. 학부 때부터 신학과를 졸업한 후 신학대학원에 입학하는 과정도 있지만 기간은 거의 같다. 일부 교단에서는 30세 이전에 안수 받을 자격이 된 경우 목사가 아닌 전도사로서 활동하다가 해당연령에 도달하면 목사안수를 받고 목사가 되기도 한다.

#### 감리교
감리교회(기독교대한감리회)는 목사를 성직 자격으로 보는 공교회 전통을 따르며, 감리교회의 신학대학원을 졸업한 이후, 목사 후보생인 '수련목회자'(수련목)시험에 응시해야 한다. 합격한 수련목은 총 만 3년 동안 교단 관할하의 서리(예비자) 과정 1년과 수련기간 과정 2년을 소속교회에서 거친 후에 소속된 연회의 감독에게서 목사 안수를 받는다. 감리교회는 목사 안수에서 성별에 대한 구분은 없다. 감리교회는 이미 1930년에 대한민국에서 최초로 목사 안수에서 남녀 구분없이 동등하게 목사 안수를 한 전통을 지녔다.
· 수련목회자 자격조건
수련목회자 허입 자격은 감리교회의 교인으로 4년제 대학을 졸업한 이후 감리교단의 대학교들(감리교신학대학교, 협성대학교, 목원대학교, 연세대학교(조건부))의 신학대학원을 졸업해야 하며, 소속 교회 목사의 추천서를 받아야 한다.
· 수련 과정
수련목 과정은 시험과목이 3년 4회에 걸쳐 치르며, 시험 이외에도 정해진 과제와 훈련들을 수행하고, 담임목사와 지방, 연회의 평가를 받아야 한다. 1차 수련목고시 이후, 소속교회의 연회에 파송을 받는다. 2차 서리 이수 과정, 3차 준1 이수 과정, 4차 준2 이수 과정을 거쳐 만 3년 동안 4차의 수련목 평가 및 시험 과정을 통과해야 한다.
· 수련목 1차 고시
감리교 목사 후보생인 수련목 시험으로는 성서, 감리교 교리와 장정, 감리교신학, 교회역사이고 필기시험 후 면접을 본다. 1차 고시에 합격한 목사 후보생에게 감리교회 교단은 수련목 기간 동안 수련목이 수련받을 수 있도록 생활을 지원하며 수련과정을 이수하게 한다. 수련 기간 동안 수련목은 전도사로 불리며, 매년마다 교단에서 관할하는 각 차수 과제 및 훈련과정과 소속교회의 수련과정을 이수해야 한다.
· 2차(제1년) 서리과정
"서리" 이수 과정은 성직 예비자 과정이다. 2차 필기시험인 성서신학과 기독교윤리, 목회신학 시험과 신구약성경 시험을 치르며, 건강진단으로 신체 및 정신 건강에 대한 종합병원의 진단을 받는다.
소속교회 담임자 평가로 전후반기 2회에 소속 교회에서 신학독서 보고서를 제출하고 담임목사는 기도, 성경독서, 교회내 활동, 성찬 및 세례 보좌, 심방, 교회행정 지원 등의 목회 과정을 전후반기 2회로 목회 수련 과정을 평가한다.
교단에서 정한 영성 훈련을 참여하고 수련목 과제를 해야 한다. 소속교회 지방의 감리사 주관의 성직심사에 통과하고서, 목회주제 관련 소논문을 작성해 합격해야 한다. 이후 감독이 주관하는 연회의 1차 다면 면접형태의 성직심사를 통과하면 감리교 준회원 목회자로 받아들이고, 2차 과정은 마무리된다.
· 3차(제2년) 준회원1과정
"준회원1" 이수 과정은 3차 필기시험인 교회교육과 역사신학, 예배학 신학 시험과 신구약 성경시험을 치뤄야 한다.
소속교회 담임자 평가로 전후반기 2회에 소속 교회에서 신학독서 보고서를 제출하고 담임목사는 기도, 성경독서, 교회내 활동, 성찬 및 세례 보좌, 심방, 교회행정 지원 등의 목회 과정을 전후반기 2회로 목회 수련 과정을 평가한다.
교단에서 정한 영성훈련과 수련목 프로그램을 마치고, 설교관련 소논문이 합격되고, 연회의 2차 다면 면접형태의 성직심사를 통과해야 한다.
· 4차(제3년) 준회원2, 성직준비 과정
"준회원2" 이수 과정은 성직 안수준비 과정으로 4차 필기시험인 교회행정, 목회신학, 조직신학 신학필기 시험과 신구약성경 필기 시험을 본다.
소속교회 담임자 평가로 전후반기 2회에 소속 교회에서 신학독서 보고서를 제출하고 담임목사는 기도, 성경독서, 교회내 활동, 성찬 및 세례 보좌, 심방, 교회행정 지원 등의 목회 과정을 전후반기 2회로 목회 수련 과정을 평가한다.
교단에서 정한 영성훈련과 수련목 프로그램을 이수하고 교회행정관련 소논문이 통과되어야 하고, 연회의 3차 다면 면접의 성직심사를 마쳐야 한다.
준2과정에서 안수 받기 전 다시 신체 및 정신 건강에 대해 종합병원의 진단을 받는다. 이 과정을 마친 후 안수 대상 수련목을 위한 기본교육과 영성훈련을 거치면, 해당 연회에서는 감독이 주관하는 성직위원회의 최종 심사과정(병원 정신과 검사 포함)에서 안수 자격을 확인하고, 연회에서 감독이 모든 과정을 이수한 수련목에게 성직 안수를 한다.
· 허입불가 사항
종합병원 건강 진단(1년 이내)에서 직무를 수행할 수 없는 신체적 이상이나 정신과적 문제가 있거나, 과중한 채무가 있거나, 도박, 마약, 부도덕한 생활, 범죄 사실이 있을 경우에는 서리(예비자) 과정에 허입조차 되지 않아 목사로 안수 받을 수 없다.

#### 성결교
기독교대한성결교회는 영국의 존웨슬리(감리교의 창시자)와 알미니안의 신학적 기초 위에서 성경의 모든 내용을 축약적으로 담을 수 있는 사중복음(중생, 성결, 신유, 재림)의 신학을 필두로 많은 목회자들을 배출해내고 있다.
특별히 서울신학대학교의 전신인 경성신학교로부터 4년간의 신학교육을 이수한 자들에 의해서 처음에는 목회의 권한이 부여되었고, 현재는 서울신학대학교, 서울신학대학교 신학대학원(M.div)를 졸업하고 목회교육4년(단, 단독목회 2년)의 과정을 거쳐 목사고시와 전도사교육(총 3회), 지방회 및 총회의 면접을 거쳐 목사안수를 받는 자격을 얻게 된다. 또한 목사안수를 받기 위해서는 사역하는 교회 내에서의 당회나 직원회를 거쳐야 하고 이를 거쳐 흠이 없는 자라야 최종적으로 목사안수를 받게 된다.

#### 장로교
장로교에서는 대한민국의 경우, 장로교 계통의 신학대학원 졸업자가 장로교회에서 시행하는 목사고시에 응시하여 합격해야 목사 안수를 받을 수 있는데, 이는 일정한 자격이 필요하다. 교단에 따라서 목사고시를 응시하기 전, 설교를 할 수 있는 성직자인 "강도사"(한국 장로교회에서는 강도사 제도가 있다.(단, 대한예수교 장로회 통합교단은 이 제도가 없다.)), 혹은 "준목" 고시에 통과하여 임명(흔히 '인허'라 부름)을 받아 1년 이상 목회한 사람에게 자격을 부여한다. 강도사 또는 준목 제도가 없는 교단의 경우에는 따로 자격조건을 제시한다. 대개의 경우, 교단의 신앙고백서, 신학, 교단헌법 등의 시험을 치른 후, 면접에 통과한 이들에게 노회에서 안수를 하여 세운다.

#### 침례교
한국의 침례교(기독교한국침례회)의 경우, 소속 교회에서 추천되어 소정의 정규신학교육(본 교단 신학교, 신대원)을 이수한 목회자 후보생(전도사)가 소속 교회에서 3년 이상의 수련과정을 거쳐 담임목사와 소속교회 성도의 추천과 인준과정을 통해 해당 지방회 목사안수 시취 위원회에 목사시취에 관한 요청을 청구하게 된다.  해당 지방회와 목사안수 시취 위원회는 해당하는 목회자 후보생(전도사)을 개인의 구원간증과 성서신학, 조직신학, 교육학, 침례교회사, 실천신학, 윤리학, 교회 성장학 혹은 선교학 등의 신학적 과제를 포함한 다면적 부분을 구술 및 지필고사를 통해 평가하고, 해당 과목중 부족한 부분으록 과락하게 되면 재검증의 시간을 갖는다. 최종적으로 해당 지방회의 목사안수 시취 위원회에서 전원합의 합격으로 통과가 되면 해당 교회에서 담임목사와 해당 지방회 목사안수 시취 위원 목사들이 함께 안수식을 거행하여 목사안수를 주게 된다.
한국 침례교(기독교한국침례회) 목사가 되고자 하는 자는 신앙 및 인격에 결격사유가 없어야 하며, 소정의 신학과정을 이수하고, 결혼한 자여야 하며(선교사 파송 및 군목 등 일부 예외 인정) 하나님과 성도 앞에 책망받을 것이 없는 자여야 한다. 한국 침례교 목사는 장로교 목사와 달리 목사와 장로의 역할을 감당하는데, 이는 침례교단이 가지고 있는 독특한 신학이다. 즉, 장로교단은 목사와 장로가 교회에 모두 존재하는 반면, 침례교단은 성경에서 말하는 목사의 역할과 장로의 역할을 겸하는 자로, 말씀을 전하고 성도를 돌보며 각종 성례를 집례하는 역할을 감당하는 사람을 말한다.

### 다른 나라의 목사 안수 과정
목사직의 안수 방식은 정부와 관련되어 국교나 왕실종교, 종교세금 연계의 국가나 종교자유주의를 채택한 경우에 다르게 나타난다.
정부와 관련된 나라의 국교나 왕실 종교로 지정된 경우, 유럽에서 개신교를 국교 또는 왕실종교로 정한 국가는 핀란드, 아이슬랜드, 덴마크, 노르웨이, 스위스 일부지역, 잉글랜드, 스코틀랜드 등지이며, 국교나 왕실종교는 아니나 종교 세금을 징수하는 정부와 연계된 준국가기관 지위인 독일의 개신교회가 있다. 이 국가들의 국교회 소속 목사의 신분은 준공무원 또는 공무원이 된다. 따라서 이 국가들의 목사는 교회법에 따라 석사 학력인 신학교를 졸업하고 국교회에서 정한 과목과 연수과정을 마치고 목사로서 자격 즉 안수를 받게 된다. 목사로 안수 받은 후에는 지역 교구 목사로 파송받아 교구 담임 목사가 되거나 보좌 목사가 된다. 이 때 파송받는 교구는 대체로 출신 지역 대교구로 배정받는다. 국교회 소속 목사들을 육성하고 선출하고 안수하는 과정은 국가 별로 교육제도나 신학교 운영 방식 차이로 다르나, 루터교회를 국교회나 왕실종교로 정한 국가인 핀란드, 노르웨이, 아이슬랜드 등에서는 신학교 졸업 후 목사 자격 시험을 치른다. 독일 개신교 목사도 이와 유사한 시험을 치르며, 과목은 신학분야와 언어 분야로 라틴어, 코이네 그리스어, 히브리어 등에 대한 세부적인 언어시험과 교회사, 기독교사상, 기독교윤리, 성서 등의 분야별 시험을 치르고 합격한 대상만 목사 수련 과정에 참여할 수 있다. 수련 과정을 마치면 해당 지역 감독 목사에게 안수를 받는다. 이러한 국가에도 비국교회 즉, 국교회 이외의 교회에서는 비슷한 과정을 거치나 목사의 법적 자격이 준공무원에 해당하지 않는 경우가 많다.
자유주의를 채택한 지역의 경우, 해당 교단의 관리하에 전통적 절차와 훈련을 따라 목사를 안수한다. 종교와 정치가 분리된 자유주의를 채택한 나라 중에서 미국에서는 각 개신교회 교단의 3년 과정 신학대학원을 졸업하고 교단이 정한 훈련 과정을 거치고 교단 내의 목사 자격 시험을 치르고, 목회 훈련을 받아야 안수를 받는다. 대부분의 시험은 주요 신학분야인 조직신학, 교회사, 기독교윤리와 성서시험 등을 치른다. 교단의 성격에 따라 훈련 기간과 시험내용은 조금씩 차이가 있으나 각 교단단들은 목사를 훈련하고 안수하는 과정을 따라 목사를 양성하고 안수하고 있다.

## 대한민국의 목사

### 근현대사에서의 목사
대한민국의 근현대사에서도 특히 19세기 말 선교 이후에 개신교 목사들은 대한제국에서의 의료와 교육 선교활동, 일제 강점기에 독립운동 활동과 지원, 해외 독립운동 홍보 활동, 광복 이후에 고 문익환 목사(장로교)등이 참여한 노동운동과 민주화 운동을 통해, 더 나아가 민족통일이 될 때에 민주화도 있다는 깨달음에 근거한 통일운동등으로써 근현대사의 광복, 노동인권, 민주화, 민족화해 및 통일에 다방면으로 공헌하며 활동하기도 하였으나 적지 않은 목사들이 신사참배 등 친일적 행태를 보이기도 했는데 친일 목사 가운데 한경직 목사가 1992년에 처음으로 공개적인 회개를 하였다.

### 일제 강점기
1905년 을사늑약이 체결되자 감리교의 전덕기 목사를 중심으로 조약무효 운동이 전개되기 시작했다. 김구와 이준 선생이 전덕기 목사와 함께 활동을 하였고, 전덕기 목사가 담임하던 상동감리교회에서는 1907년 전덕기 목사와 교인들이 성금을 모아 헤이그 특사들이 네덜란드까지 갈 수 있도록 지원하였다. 같은 해 상동감리교회에서 신민회를 창설하여 민족의식과 역사의식을 고취시키기 위한 활동을 전개하였다. 월남 이상재 선생도 전덕기 목사와 공동체에서의 사귐을 실천하였다. 월남 이상재는 조선시대 양반 출신이었고, 전덕기 목사는 조선시대 중인으로 숯을 만들어서 판매한 노동계층 줄신이었지만, 이들은 그리스도안에서 평등한 사귐을 실천했다. 전덕기 목사는 1912년 일제의 조작 사건인 105인 사건의 주모자로 체포, 고문 당한 후 영면하였다.
1910년 1백만 구령운동을 제창했던 장로교의 길선주 목사는 국권상실로 인한 국민적 수치와 비운을 벗어나 민족애국정신으로 이겨나가도록 운동을 전개하였다. 1912년 105인사건으로 애국지사와 함께 수난 받았다.
1919년 대한민국 임시정부의 근거이자, 전국적으로 일어난 독립운동인 3.1운동의 핵심인 독립선언문을 작성한 33인 중에서 16명이 개신교회인 감리교와 장로교 소속의 신도 3명과 목사 13명이었다. 이들 16명 중 노령으로 안질환이 있던 한 명과 중국으로 떠났던 1명을 제외하고 모두 일제 경찰에 독립 운동 혐의로 체포되어 옥고를 치렀다.

### 노동운동
노동자들이 특히 노동자들의 많은 수를 차지한 여성노동자들이 섬유를 비롯한 경공업사업장애서 저임금, 장시간 노동을 하자 개신교 목사들은 노동자들과 연대했다.이분들은 노동조건의 최저기준이기 때문에 노동자들이 반드시 알아야 하는 노동법교육, 야학으로써 노동자들이 '노동자도 인권을 가진 사람'이라는 사실을 깨닫도록 했다. 고 전태일 열사도 감리교회에서 믿음살이를 했던 독실한 기독교인이었다.

### 민중을 깨우치다
고 문익환 목사는 구약성서 이야기인 히브리민중사(삼인)을 저술하여 군사독재정권의 억압을 받는 민중들이 주눅들지 않고 행동하기를 바랐으며, 부당한 권력을 하나님의 이름으로 정당화하며 '민중들에게 참고 견디는 '슬기'를 가르치는' 당시 종교인을 우상이라고 비판했다.

## 문학작품에서의 목사
- 빨간머리 앤(루시 모드 몽고메리 지음)에서는 장로교 성직자인 앨런 목사 내외가 에이번리 장로교회의 담임목사로 부임하여 교우들을 심방한다. 앤이 앨런 부인을 위해 들장미와 고사리로 장식한 밥상과 레이어케이크를 만들었는데,실수로 케이크 반죽에 바닐라 향이 아닌 진통제를 넣었다. 속깊은 앨런 부인은 앤에게 "정성껏 대접해주어서 고마워. 마릴라 아줌마가 앤이 가꾸는 꽃밭이 있다는데, 보여줘. 난 꽃을 아주 좋아하거든"이라고 격려했다. 앨런목사와 앨런 부인 모두 앤의 정성을 매우 고마워해서, 앤이 예쁘게 장식한 밥상을 보며 감탄한다. 만화영화에서도 "이렇게 정성껏 대접해주시니 고맙습니다.","앤 셜리, 넌 시인이야!"라면서 고마워했다.
- 오세발 선생은 방울을 흔드는 목사님(고 신동우 화백 그림, 금성문화사 출판)을 썼다. 농업공동체에서 목회하는 개신교 목사가 눈이 오는 주일에 저녁예배를 알리는 종을 치려고 했다. 그런데 새들이 둥지를 틀어 아기새들을 돌봄을 보곤, 마굿간에서 황소 누렁이가 목에 건 워낭을 끌러다가 교우들을 찾아가서 예배를 알렸다. 목사님의 마음을 이해한 교우들은 "쉿, 종탑에서 아기새들이 잔대요"라고 말하며 교회에 갔다. 생명을 존중하는 개신교 목사와 교우들의 생명경외사상이 담긴 글이다.

## 목사의 종류 (호칭)

### 순회목사
순회목사(巡廻牧師)는 일정한 교회를 맡지 않고 각지에 있는 교회로부터의 요청을 받아 여러 곳에서 설교를 하는 목사와 몇군데 교회를 맡아서 이를 순회하면서 주관하는 목사를 말한다.

### 담임목사
담임목사는 교회와 당회를 대표해서 교회를 책임지고 담임하여 운영하는 목사를 말한다. 감리교에서는 교회법에 따라 감독이 파송하며, 시무 교회가 있는 해당 구역에 소속된다.

### 부목사
부목사는 담임목사를 보좌하는 목사로 담당 사역지와 교회에서 맡은 사역을 담당한다. 장로교회 목사 제도에서는 위임목사를 보좌하는 임시목사로서 임기는 1년이며 중임될 수 있고 담임목사의 사임 시에 함께 사임하는 목사를 가리킨다.

### 군종목사
군종목사는 군부대 내에 예속되어 있는 개신교 목사를 가리키며 가장 많은 수를 자랑하는 군종장교다.

### 무임목사
무임목사란 장로교회의 목사 제도로 시무지가 없는 목사 혹은 노회의 허락이 없는 일을 하는 목사를 말한다.

### 원로목사
원로목사란 한 교회에서 20년 이상을 시무하고 70세 정년이 되어 은퇴하는 목사에게 교회가 예우와 지원의 차원에서 추대하는 명예직이다.

### 위임목사
위임목사는 장로교회의 목사 제도로 노회에 소속되어 노회의 위임을 받아서 위임식을 치른 목사다. 따라서 만 70세로 퇴직할 때까지 신임을 묻지 않고 지속적으로 목사직을 수행할 수 있는 정년이 보장된 종신목사다.

### 임시목사
임시목사는 장로교회의 목사 제도로 예수님의 위임을 받지 못했으므로 몇 년마다 공동의회의 신임을 물어 참석인의 2/3의 신임을 얻어야 연임할 수 있는 목사다. 하지만 일반적으로 그렇게 신임을 묻는 교회는 거의 없다.

### 전도목사
노회의 허락을 받아 특수한 곳에 파송되어 전도하는 목사이다.

### 기관목사
신학교, 병원, 학교, 기타 기관에서 가르치고 전도하는 목사이다.

## 같이 보기
- 성직자
- 장로 (기독교)
- 이맘
- 목회
- 목회상담
- 사제
- 랍비